# Piasecki HRP Rescuer
Piasecki HRP Rescuer, (tudi HRP-1 Rescuer in Harp) je bil ameriški transportni/reševalni helikopter s tandem rotorji. HRP je bil eden izmed prvih vojaških transportnih helikopterjev. Oba rotorja je poganjal en bencinski zvezdasti motor. Lahko je prevažal 8-10 potnikov ali 900 kg tovora. Kasneje so zgradili izboljšano različico PV-1, znano tudi kot  HRP-2.
Prvi prototip z oznako PV-3 je prvič poleteal marca 1945. Zgradili so samo 28 helikopterjev. 

## Specifikacije (HRP-2)
- Posadka: 2
- Kapaciteta: 8 potnikov, ali 6 nosil ali 907 kg tovora
- Dolžina: 54 ft 0 in (16.46 m)
- Premer rotorja: 2× 41 ft 0 in (12,50 m)
- Višina: 14 ft 10 in (4,52 m)
- Površina obeh rotorjev: 2640,51 ft2 (245.30 m2)
- Prazna teža: 5301 lb (2404 kg)
- Gros teža: 7225 lb (3277 kg)
- Motor: 1 × Pratt & Whitney R-1340-AN-1 bencinski zvezdasti motor, 600 KM (447 kW)

- Maks. hitrost: 105 mph (169 km/h)
- Dolet: 300 milj (483 km)
- Višina leta (servisna): 8530 ft (2600 m)